# Hardity
Hardity — торгова марка компанії Greenwave Industrial Ltd, яка здійснює проєктування, розробку, виробництво та просування акустичних систем і комп'ютерних аксесуарів. Компанія утворена в 2002 році і позиціонується як інженерний центр з розробки та впровадження акустичних систем та комп'ютерної периферії. Головний офіс компанії знаходиться в Гонконзі (Китай) і займається продажами в країнах Азії та Америки. Відділи розробок і проектування нової продукції розташовані в Києві (Україна) та місті Шеньчжень (Китай). Представництво в Україні відповідає також за просування продукції в країнах СНД та Європи. Виробництво Greenwave Industrial Ltd знаходиться в Китаї, оскільки ця країна виділяється в кращу сторону на тлі виробництва в інших країнах Азіатсько-Тихоокеанського регіону. Головна особливість виробництва в Китаї полягає в тому, що воно володіє високою гнучкістю в технологічному підході.
Гасло компанії: «Від ідеї до втілення». 
Продукція ТМ Hardity поширюється на ринках Росії, України, балтійських країн та країн Азії. Віднедавна продукція TM Hardity з'явилася на білоруському ринку.